# إرنست هوغو كوريل
إرنست هوغو كوريل (بالألمانية: Ernst Hugo Correll)‏ هو منتج أفلام ألماني، ولد في 9 يونيو 1882 في نيوف-بريساش في فرنسا، وتوفي في 3 سبتمبر 1942 في غارميش-بارتنكيرشن في ألمانيا.

## وصلات خارجية
- إرنست هوغو كوريل على موقع IMDb (الإنجليزية)
- إرنست هوغو كوريل على موقع كينوبويسك (الروسية)